# AMPK

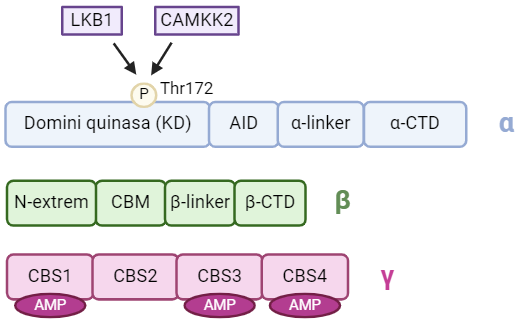
Subunitats proteiques d'AMPK.

L’AMPK (per la seva forma en anglès AMP-activated protein kinase) és una proteïna cinasa altament conservada en l'evolució que ha guanyat reconeixement com a regulador central de l'homeòstasi energètica cel·lular. Al llarg del temps, s'han anat revelant els mecanismes moleculars i les condicions fisiològiques que regulen la seva activitat i funció.
Aquesta cinasa té la capacitat d'actuar com a sensor del ràtio AMP o ADP / ATP (indicador de l'estat energètic cel·lular) i en resposta, activar-se per restaurar l'equilibri energètic. Aquesta activació està estrictament regulada per dos mecanismes principals: la regulació al·lostèrica i les modificacions posttraduccionals. La combinació d'aquests mecanismes permet a l'AMPK adaptar la seva resposta amb precisió als canvis en l'estat energètic cel·lular i dur a terme una funció metabòlica determinada.

## Estructura
AMPK és un complex proteic heterotrimèric format per tres subunitats: α, β i γ. En els mamífers, cada subunitat presenta isoformes alternatives que li confereixen una gran versatilitat i complexitat molecular. S'han descrit dues isoformes alternatives de la subunitat α (α1 i α2), dues isoformes de la β (β1 i β2) i tres isoformes γ alternatives (γ1, γ2 i γ3). La combinació d'aquestes subunitats pot donar lloc fins a un total de 12 isoformes αβγ diferents, cadascuna amb característiques i funcions úniques. Per exemple, la isoforma α1β1γ1 s'expressa en la majoria de les cèl·lules, mentre que les isoformes α2β2γ2 i α2β2γ3 es troben principalment expressades al múscul cardíac i esquelètic. De fet, In vivo, s'ha observat que certs tipus de cèl·lules només expressen una combinació específica d'aquestes 12 isoformes. Això suggereix que cada complex d'AMPK té una sensibilitat única a diferents tipus d'estímuls d'estrès metabòlic.
La codificació genètica d'aquestes isoformes es distribueix de la següent manera:
- Subunitats α: α1 i α2 estan codificades pels gens PRKAA1 i PRKAA2.
- Subunitats β: β1 i β2 estan codificades pels gens PRKAB i PRKAB2.
- Subunitats γ: γ1, γ2 i γ3 estan codificades pels gens PRKAG1, PRKAG2 i PRKAG3.

Cada complex d'AMPK està format per una subunitat α que presenta activitat catalítica, una subunitat β reguladora i una subunitat γ que també té funció reguladora.
- nina (Arg), de manera que no s'ha observat cap unió de nucleòtids per a CBS2 en estructures heterotrímeres.Subunitat α (catalítica): posseeix un domini canònic Ser/Thr cinasa (KD), un domini autoinhibidor (AID), un segment sensor de nucleòtids d'adenina (α-linker) i un domini C-terminal que interactua amb la subunitat β (α-CTD) i conté llocs de fosforilació per les quinases AKT, PKA i GSK.[1] La subunitat α és la subunitat clau del complex, ja que conté els llocs de fosforilació Thr172 (subunitat α1) i Thr174 (subunitat α2) que són activades per les quinases LKB1 o CAMKK2.[cal citació]
- Subunitat β (reguladora): presenta un extrem N no estructurat i miristoil·lat, un mòdul d'unió a carbohidrats (CBM, també conegut com a GDB) que s'uneix al glucogen, un domini C-terminal (β-CTD) que interactua amb les subunitats α (α-CTD) i γ. També conté un bucle β-linker que connecta el CBM amb el β-CTD.[1][5] Aquesta subunitat actua com a plataforma d'ancoratge per a les subunitats α i γ i pot modular l'activitat del complex en resposta a diversos senyals.
- Subunitat γ (reguladora): conté quatre motius de cistationina β-sintasa (CBS) en tàndem que permeten que AMPK s'uneixi als nucleòtids d'adenina per respondre als canvis als nivells d'AMP, ADP i ATP. CBS1, 3 i 4 són funcionals, mentre que a CBS2, el residu d'aspartat (Asp) que s'uneix a la ribosa se substitueix per una argi

## Regulació
L'activació d'AMPK està sotmesa a un control rigorós i precís per garantir una resposta adequada a les fluctuacions dels nivells d'energia cel·lular. Aquesta regulació complexa es duu a terme a través d'una combinació de mecanismes interrelacionats que operen a diversos nivells:

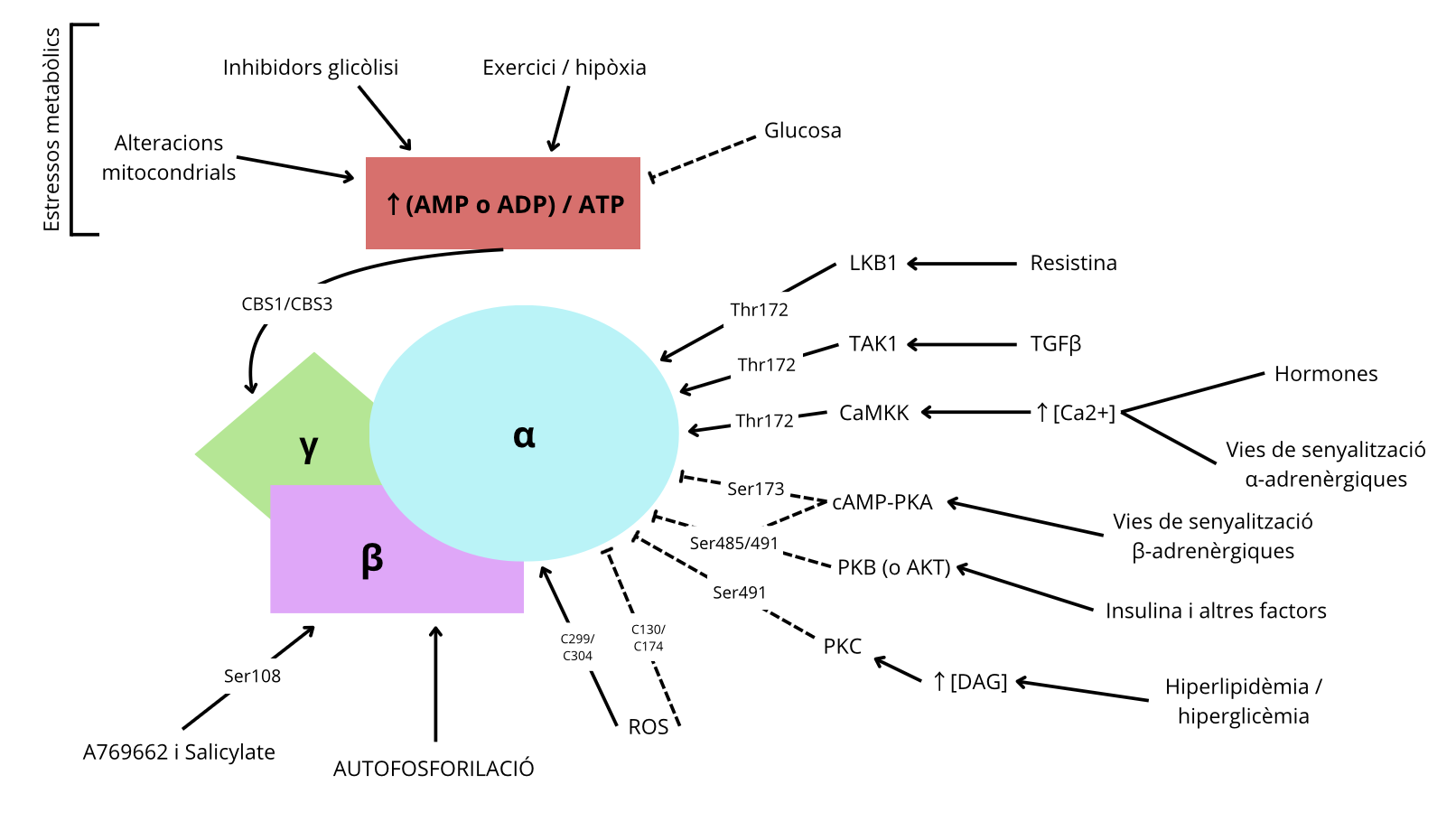
Molècules implicades en la regulació d'AMPK.

### Acció sobre les subunitats α / γ
Unió de nucleòtids d'adenina: Un dels mecanismes d'activació d'AMPK més ben definits és la competició entre ATP, ADP i AMP per la unió a la subunitat γ de la cinasa. En condicions d'abundància energètica (baixes concentracions d'ADP/AMP), l'ATP s'uneix a la subunitat γ, desplaçant l'ADP i AMP tot impedint la seva unió. Això permet que fosfatases com ara PP2A, PP2E i PPM1E, puguin desfosforilar la Thr172 de la subunitat α, mantenint AMPK en un estat inactiu. No obstant això, diferents estressos metabòlics, com ara alteracions mitocondrials, inhibició de la glicòlisi, exercici o hipòxia, provoquen un augment en els nivells d'AMP o ADP. Aquests nucleòtids d'adenina s'uneixen preferentment a CBS3 de la subunitat γ, impedint l'accés de les fosfatases i facilitant la fosforilació de Thr172 per quinases upstream. A més, l'AMP (però no l'ADP) que s'uneix a CBS1 augmenta l'activitat intrínseca d'AMPK, induint la seva activació al·lostèrica.
Fosforilació de Thr172 a la subunitat α: es tracta del principal mecanisme d'activació d'AMPK i ha estat objecte de diversos estudis. Aquesta fosforilació és produïda per tres quinases upstream principals:
- LKB1 (Quinasa Hepàtica B1): fosforila i activa AMPK directament. No obstant això, la seva activitat pot ser regulada per diverses molècules, com ara la resistina (secretada pel teixit adipós), que disminueix la fosforilació de LKB1 i, per tant, la d'AMPK.
- TAK1: actua com a intermediari en la senyalització de TGFβ (un factor de creixement).
- CaMKK: s'activa per un augment en el [Ca2+] intracel·lular sigui per senyalització hormonal o per vies α-adrenèrgiques.

La subunitat α presenta diversos punts reguladors addicionals que modulen la seva activitat en resposta a una àmplia gamma de senyals cel·lulars:
- Fosforilació per cAMP-PKA: La proteïna kinasa A (PKA), activada per vies de senyalització β-adrenèrgiques i pel segon missatger cAMP, pot fosforilar Ser173 a la subunitat α d'AMPK. Aquesta fosforilació inhibeix l'activitat d'AMPK, contrarestant l'efecte de les quinases upstream.[6][7]
- Fosforilació per cAMP-PKA i PKB: La c-AMP-PKA i la proteïna kinasa B (PKB, també coneguda com a AKT), activades per factors de creixement com la insulina, poden fosforilar Ser485/491 a la subunitat α d'AMPK. Aquesta fosforilació també inhibeix l'activitat d'AMPK, promovent el metabolisme anabòlic i la proliferació cel·lular.[6][7]
- Fosforilació per PKC: La proteïna kinasa C (PKC), activada per un increment en la concentració de diacilglicerol (DAG), pot fosforilar Ser491 a la subunitat α d'AMPK. La fosforilació per PKC inhibeix l'activitat d'AMPK, contribuint a la resistència a la insulina i a la disfunció metabòlica.[6][7]
- Oxidació per ROS: Els radicals lliures d'oxigen (ROS) poden oxidar diversos aminoàcids a la subunitat α d'AMPK. L'oxidació de C299/C304 activa AMPK, mentre que l'oxidació de C130/C174 l'inhibeix. Aquest mecanisme pot estar relacionat amb l'estrès oxidatiu i la senyalització redox.[7]

### Acció sobre la subunitat β
Fosforilació directa per A769662 i Salicilat: El compost A769662 i l'àcid salicílic (un analgèsic comú), poden activar AMPK independentment del nivell energètic cel·lular. Aquests, fosforilen la Ser108 a la subunitat β d'AMPK, provocant la seva activació. Per tant, aquesta via d'activació no requereix la unió d'AMP a la subunitat γ per poder-hi interaccionar.
Autofosforilació: AMPK té la capacitat d'autofosforilar-se a diversos llocs de la subunitat β, incloent-hi Ser24/25, Ser108, Ser96, Ser101 i Thr148. L'autofosforilació pot activar o inhibir AMPK, així com afectar la seva localització subcel·lular i, serà determinat pel lloc específic fosforilat.
Ubiqüitinització/sumoilació: La degradació d'AMPK pot ser regulada per ubiqüitinació i sumoilació, processos posttranslacionals que marquen les proteïnes per a la seva degradació. Proteïnes com CIDEA (subunitat β), TRIM28 (subunitat α) i WWP1 (subunitat α) poden participar en la ubiqüitinació i sumoilació d'AMPK, inhibint la seva activitat.

## Funció

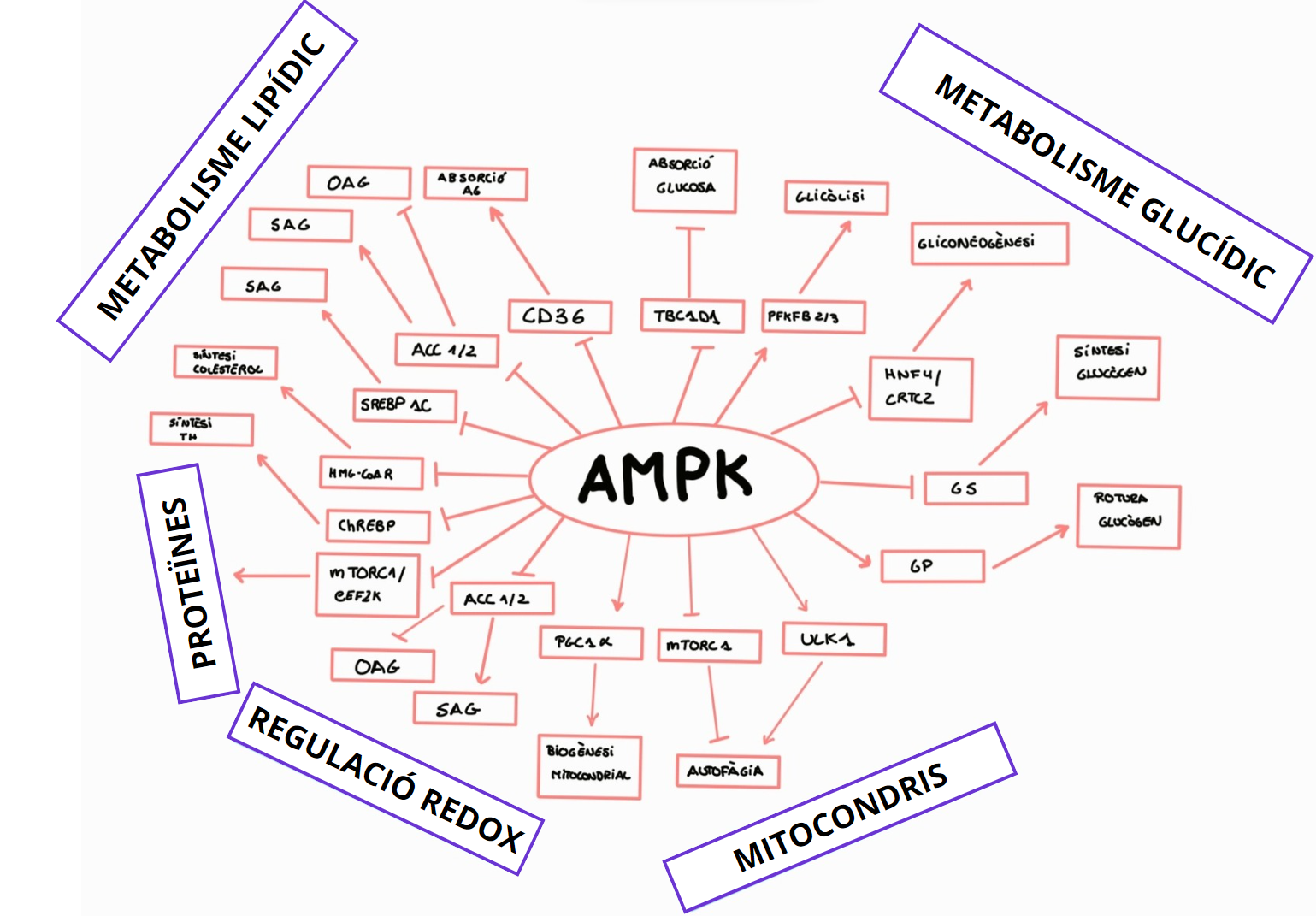
Funcions d'AMPK en resposta a l'estrès metabòlic.

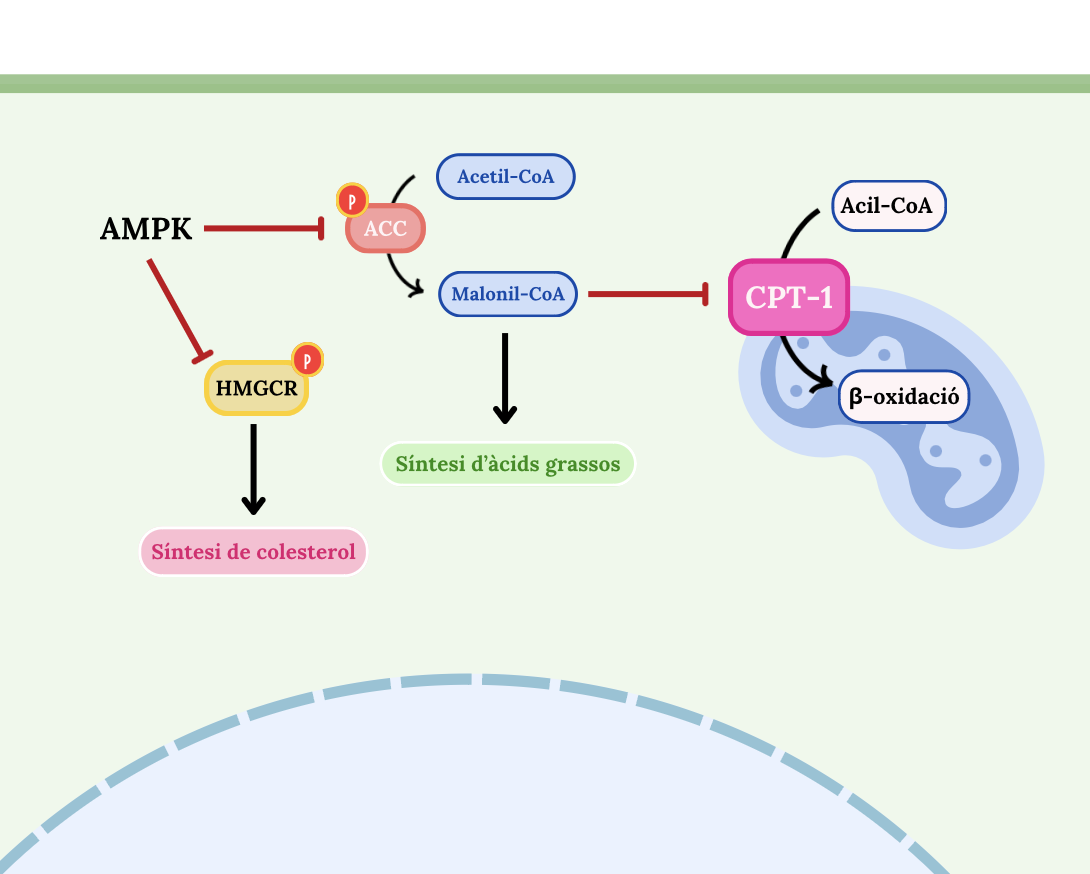
Regulació del metabolisme lipídic per AMPK.

L'AMPK exerceix una funció dual crucial en el metabolisme cel·lular: inhibir vies anabòliques (de consum d'energia) i activar vies catabòliques (de generació d'energia) per restablir els nivells basals d'energia cel·lulars. Aquesta acció reguladora s'activa en situacions d'estrès metabòlic, on els nivells d'energia són baixos, convertint l'AMPK en una proteïna clau en la resposta a aquest tipus d'estrès.

### Metabolisme lipídic
Enfront de situacions d'estrès cel·lular, AMPK actua com a regulador crucial del metabolisme lipídic, promovent canvis metabòlics per a obtenir energia. Per tal de satisfer les demandes cel·lulars, l'accés a l'energia emmagatzemada en el teixit adipós requereix una regulació precisa. AMPK aconsegueix aquesta transformació metabòlica mitjançant l'activació d'un conjunt d'enzims clau incloent: la Hexocinasa II, PPAR-α, PPAR-δ, PGC-1, UCP-3, TFAM i el Citocrom C.
En aquest context, l'AMPK actua com a regulador negatiu de la síntesi de lípids (àcids grassos, colesterol i triglicèrids), promovent la mobilització i degradació d'aquests per a obtenir energia. Per tal d'aconseguir-ho, fosforila de manera inhibitòria enzims clau de la síntesi de novo de lípids, com l'acetil-CoA carboxilasa 1 i 2 (ACC1, ACC2), enzims que catalitzen la conversió d'acetil-CoA a malonil-CoA. El malonil-CoA, al seu torn, actua com a senyal inhibitori per a la carnitina palmitoiltransferasa 1 (CPT1), una proteïna transportadora situada a la membrana mitocondrial externa. La CPT1 facilita l'entrada d'àcids grassos de cadena llarga a la matriu mitocondrial, on són degradats per a obtenir energia a través de la β-oxidació. La fosforilació d'ACC1 i ACC2 per AMPK provocarà una reducció de la producció de malonil-CoA, alleujant la inhibició de la CPT1 i augmentant així el transport d'àcids grassos a la matriu per a la seva degradació.
Addicionalment, AMPK fosforila de manera inhibitòria la HMGCoA reductasa (enzim clau en la ruta biosintètica del colesterol), o la proteïna reguladora de la unió a l'esterol 1c (SREBP1C). Això provoca el bloqueig de la producció de colesterol de novo. Així mateix, AMPK fosforila de manera inhibitòria ChREBP, un factor de transcripció que controla l'expressió de gens involucrats en la lipogènesi. La fosforilació de ChREBP reprimeix la transcripció d'aquests gens, reduint la síntesi de triacilglicèrids. A més, AMPK pot augmentar la mobilització d'àcids grassos controlant l'activitat del transportador d'àcids grassos cap al plasma (CD36), tot i que encara es desconeix el mecanisme específic.

### Metabolisme glucídic
L'AMPK exerceix una regulació important sobre el metabolisme de la glucosa, adaptant la seva degradació, síntesi i emmagatzematge a les necessitats energètiques cel·lulars. En situacions de baix nivell energètic, l'AMPK s'activa i modula diversos enzims clau per promoure la degradació de la glucosa (glicòlisi) i alhora inhibir la seva síntesi (gliconeogènesi) i emmagatzematge (glicogenogènesi).
En la glicòlisi, l'AMPK estimula la fosforilació i activació de l'enzim PFKFB 2/3 que produeix el factor al·lostèric fructosa-2,6-bisfosfat, el qual activa l'enzim glicolític fosfofructocinasa-1 (PFK-1). AMPK també inhibeix la síntesi de glucogen per la fosforilació inhibitòria de la glucogen sintasa (GS). A més, fosforila activant la glucogen fosforilasa per degradar el glucogen i obtenir energia.
A més de promoure la degradació de la glucosa, l'AMPK també inhibeix la gliconeogènesi. Això ho aconsegueix fosforilant i inhibint el factor nuclear d'hepatòcits 4 (HNF1) i el coactivador de transcripció regulat CREB 2 (CRTC2), dos factors de transcripció que promouen l'expressió d'enzims gluconeogènics com la fosfoenolpiruvat carboxicinasa (PEPCK) o la glucosa-6-fosfatasa (G6PC).
Al múscul, AMPK estimula l'entrada de glucosa a les cèl·lules musculars per a la producció d'energia durant la contracció muscular. Ho aconsegueix ja que fosforila la proteïna Rab-GTPasa activadora TBC1D1 que indueix la fusió de vesícules amb el transportador GLUT1 i la membrana plasmàtica.

### Metabolisme proteic
La via mTOR és inhibida a partir d'AMPK en situacions d'estrès cel·lular, de manera que la síntesi de proteïnes es frena. AMPK fosforila i activa TSC2, una proteïna GAP que inhibeix Rheb, un activador essencial de mTORC1. A més, AMPK fosforila i inhibeix RAPTOR, una subunitat de mTORC1. Aquesta doble acció inhibeix indirectament mTOR, bloquejant la via de senyalització mTOR que promou la síntesi proteica. La via principal d'inhibició de mTOR per part d'AMPK és la via d'inhibició de Rheb.
AMPK redueix la síntesi proteica de manera indirecta reduint la síntesi d'RNA ribosomal per la fosforilació inhibitòria del factor d'iniciació de la transcripció 1A. A més, AMPK fosforila i inhibeix eEF2K, una cinasa que fosforila eEF2, un factor d'elongació crucial en la traducció proteica. La inactivació d'eEF2 per AMPK bloqueja l'elongació de la cadena polipeptídica durant la traducció, reduint així la síntesi proteica.

### Mitocondris
El manteniment de la integritat mitocondrial per obtenir energia i contrarestar l'estat d'estrès metabòlic requereix l'autofàgia, eliminar els mitocondris danyats i, a més, també cal fomentar la biogènesi de nous mitocondris.
En primer lloc, AMPK activa directament ULK1, una cinasa essencial al procés d'autofàgia, mitjançant la fosforilació i indirectament inhibint mTORC1, el qual inhibeix ULK1 i, per tant, l'autofàgia. A més, l'autofàgia pot contribuir a generar energia en proveir substrats per al metabolisme mitocondrial.

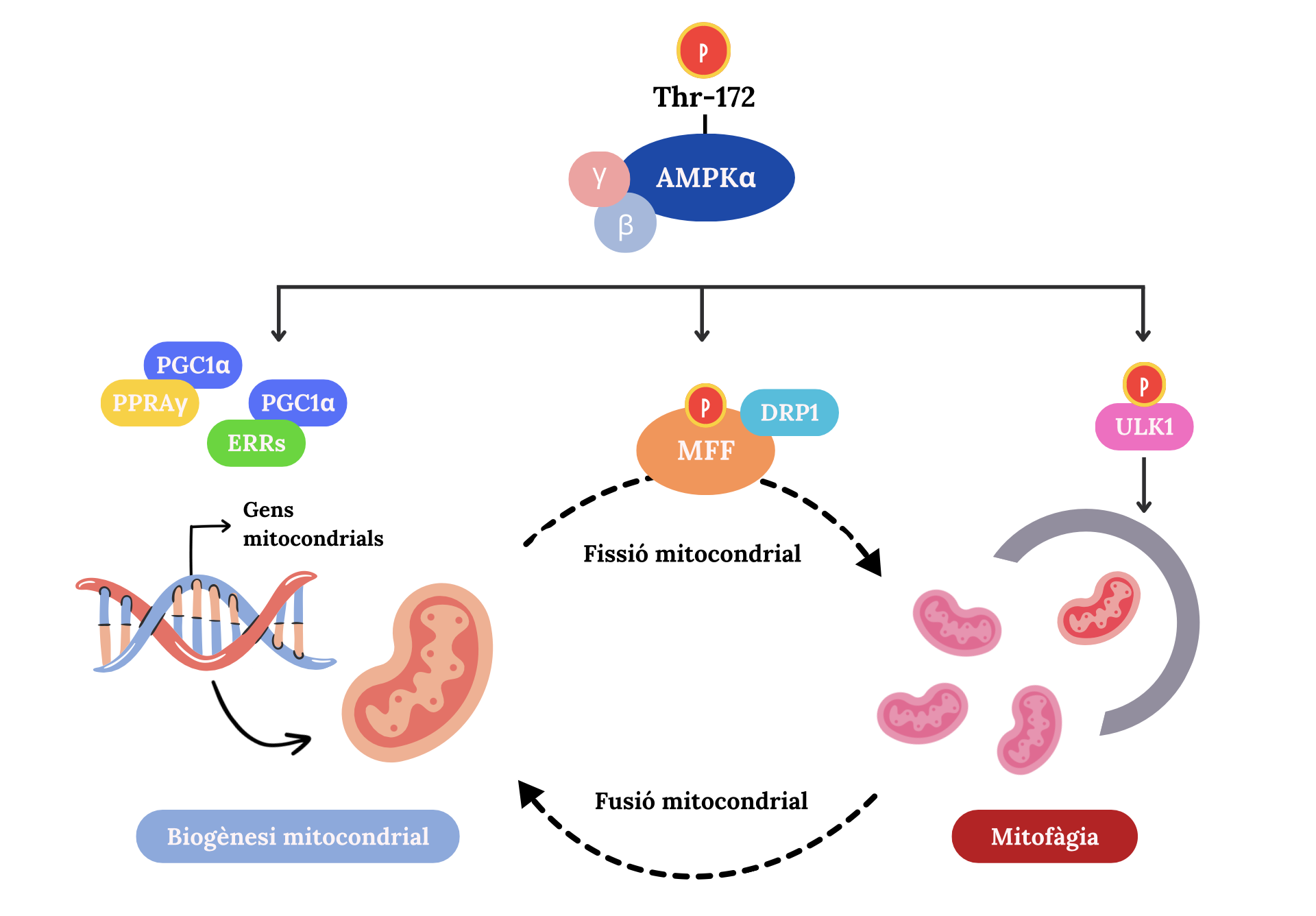
Regulació de l'homeòstasi mitocondrial per AMPK.

AMPK regula la biosíntesi mitocondrial, ja que aquests orgànuls cel·lulars son imprescindibles per la producció d'ATP, necessària per suportar l'estrès cel·lular. D'una banda, se sap que l'AMPK, a través de diversos mecanismes moleculars, activa la síntesi de proteïnes i la replicació de l'ADN mitocondrial, conduint a un augment en el nombre i l’eficiència d’aquests orgànuls. D'altra banda, l'AMPK té una influència en la forma que adopta la xarxa mitocondrial dins la cèl·lula. Aquesta xarxa és dinàmica i l'AMPK pot promoure processos com la fissió mitocondrial (divisió) o la fusió. Aquests canvis, poden optimitzar la producció d'energia o promoure la eliminació de mitocondris danyats.
Així doncs, en situacions d'estrès energètic, l'AMPK promou la fragmentació dels mitocondris mitjançant la fosforilació directa del factor de fissió mitocondrial (MFF) i l'activació de la proteïna DRP1. Aquest procés resulta crucial per a la mitofàgia, un procés d'autofàgia selectiva on s'eliminen els mitocondris danyats. Paral·lelament, activa el cofactor PGC1α que estimula l'expressió dels gens implicats en la biogènesi mitocondrial. A través de la interacció amb PPARγ (receptor γ activat per proliferador de peroxisomes) i ERR (receptors relacionats amb estrògens), el PGC1α promou la formació de nous mitocondris, augmentant així la capacitat energètica cel·lular.

### Resposta antioxidant
Com que el metabolisme està interconnectat amb la regulació redox, AMPK té un rol crucial en la defensa antioxidant ja que regula positivament gens antioxidants com la superòxid dismutasa (SOD) o la tioredoxina (TXNRD). NRF2, un factor de transcripció regulador de la resposta antioxidant, és target d'AMPK. La inhibició de la síntesi i l'activació de l'oxidació dels àcids grassos per l'eix AMPK-ACC1/2 detoxifica ROS mitjançant el manteniment dels nivells de NADPH. Per tant, AMPK regula la defensa antioxidant a curt i llarg termini.

### Resposta perllongada a l'estrès
En resposta a l'estrès a llarg termini, l'AMPK actua sobre diversos factors de transcripció de gens importants que controlen vies anabòliques i catabòliques per a promoure una resposta més sostinguda en el temps. Per exemple, augmenta l'expressió de GLUT4 i hexocinasa 2 per facilitar l'entrada de glucosa a les cèl·lules. D'altra banda, l'expressió de gens importants per la supervivència cel·lular és necessària durant l'estrès energètic. Per això, AMPK estimula la translació de Hif-1α per induir l'expressió de gens crítics per a la supervivència cel·lular.

## L'AMPK: Un sensor metabòlic clau en l'adaptació a l'exercici físic
L'exercici i l'entrenament físic actuen com a potents estímuls per a l'organisme, desencadenant una sèrie d'adaptacions bioquímiques complexes en el múscul esquelètic amb l'objectiu d'optimitzar l'eficiència i el rendiment. L'AMPK juga un paper crucial en la coordinació d'aquestes adaptacions actuant com a sensor d'estrès metabòlic. En activar-se, l'AMPK indueix una cascada de senyalització que promou la producció d'ATP a través de l'activació de processos com la β-oxidació, i la inhibició de processos que consumeixen energia, com la síntesi de proteïnes i el metabolisme lipídic de novo.

#### Regulació de l'AMPK durant l'exercici i la recuperació

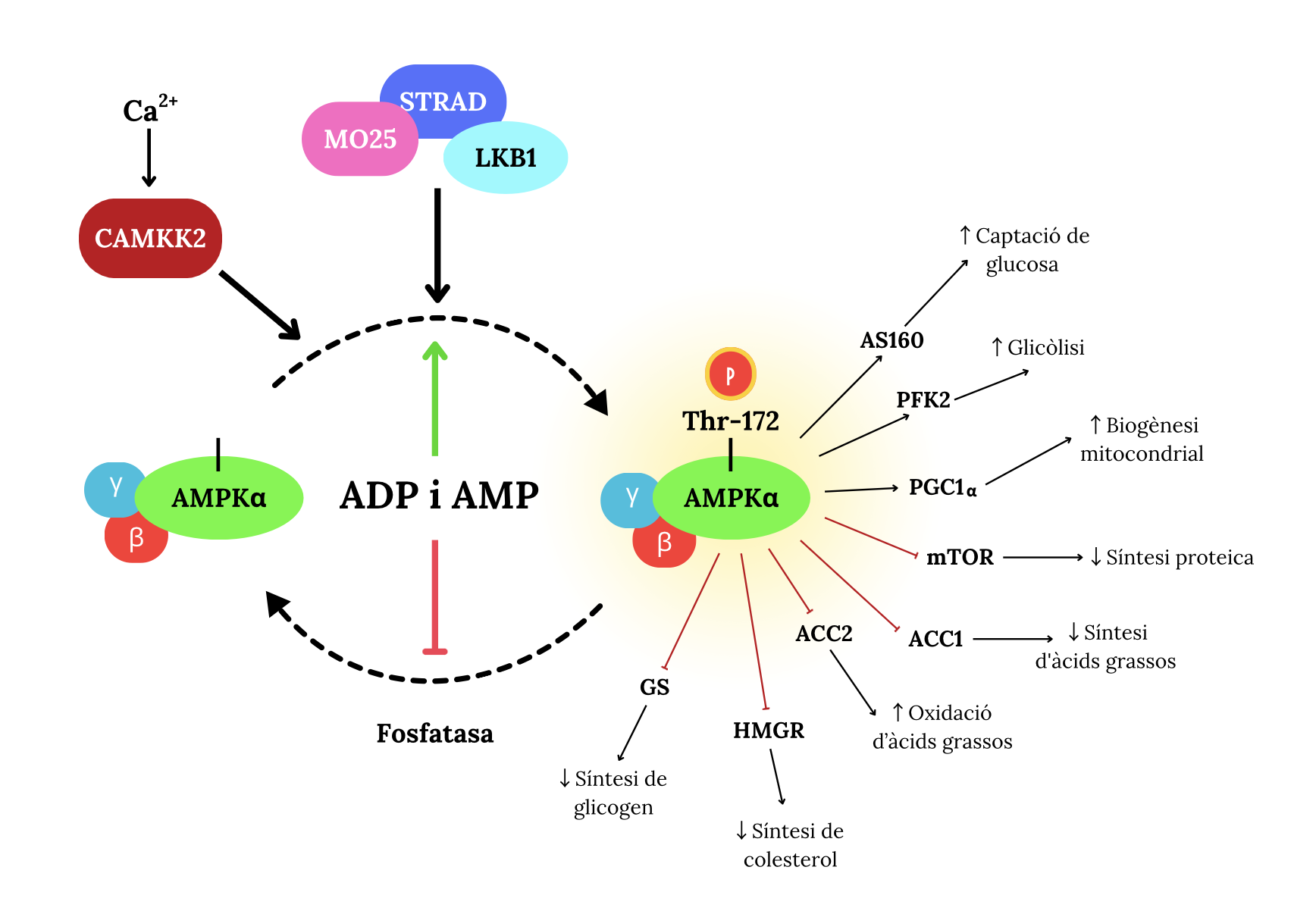
Regulació de l'activació de l'AMPK

Durant l'exercici, la demanda d'energia s'intensifica considerablement, desencadenant un augment de l'activitat de l'AMPK. Aquest increment s'aconsegueix a través d'un mecanisme de fosforilació de la AMPKα2 a la Thr-172 per part del complex proteic LKB1/MO25/STRAD, el qual actua com a proteïna cinasa. Aquesta fosforilació (de manera constitutiva) causa l'activació de l'AMPK, i és en absència de senyals de baixa energia que una fosfatasa inverteix ràpidament el procés.
L'entrenament de resistència a llarg termini s'associa a un augment notable de la quantitat de proteïnes AMPK a les cèl·lules musculars, preparant-les per a una resposta metabòlica més eficient davant l'exercici. Paradoxalment, s'ha vist que l'activitat de l'AMPK experimenta una disminució dràstica en les hores següents a la finalització de l'entrenament. Els mecanismes exactes que explicarien aquesta desactivació postexercici encara s'estan estudiant, però podria estar relacionat amb la desfosforilació, la degradació o a un canvi en la localització cel·lular d'AMPK. Aquesta desactivació temporal podria tenir beneficis com ara limitar una resposta metabòlica excessiva, permetre la recuperació cel·lular, o facilitar adaptacions metabòliques a llarg termini.

#### Influència de l'AMPKα2 en l'entrenament
Diversos estudis han explorat la importància de l'activació de l'AMPKα2 en les adaptacions mitocondrials induïdes per l'exercici. No obstant això, un estudi comparatiu de la resposta a l'entrenament entre ratolins wild type i ratolins knockout per a l'AMPKα2 contradiu la idea que l'activació d'AMPKα2 sigui crucial. Encara que els ratolins knockout mostraven marcadors de densitat mitocondrial més baixos (COX-1, CS, i HAD), aquests van augmentar de manera similar als ratolins wild type després de l'entrenament. Això suggereix que hi poden estar implicades altres vies de senyalització.

#### Adaptacions vasculars en resposta a l'entrenament
Recentment, s'ha suggerit que l'AMPK pot tenir un impacte significatiu en la potenciació del flux sanguini a les cèl·lules musculars sotmeses a entrenament. Aquest efecte es deu a la seva capacitat d'estimular i estabilitzar dos processos vitals: la vasculogènesi i l'angiogènesi. Aquestes adaptacions vasculars són desencadenades per augments temporals i sostinguts de l'activitat de l'AMPK. L'entrenament prolongat condueix a un augment de la sensibilitat cel·lular a l'AMPK, mantenint una activitat elevada d'aquesta proteïna fins i tot en repòs.

#### AMPK, disfunció de RYR1 i Hipertèrmia Maligna
S'ha demostrat que les mutacions en el gen RYR1, que el receptor de rianodina (RYR1), poden augmentar la susceptibilitat a la hipertèrmia maligna (MHS), una condició greu caracteritzada per l'aparició de contraccions musculars rígides, hipertèrmia i, en casos extrems, la mort. Tanmateix, se suggereix que l'activació descontrolada de l'AMPK per mutacions en RYR1 pot contribuir a l'acumulació de lactat i conseqüentment, a l'acidificació cel·lular, agreujant la simptomatologia d'aquesta patologia.

## El paper de l'AMPK en el metabolisme de la glucosa
L'AMPK té un paper crucial en la producció d'energia facilitant l'absorció i utilització de la glucosa. Ho aconsegueix promovent la translocació dels transportadors de glucosa GLUT4 des del compartiment citosòlic a la membrana plasmàtica, la qual cosa augmenta la disponibilitat d'aquests a la superfície cel·lular i, per tant, a l'absorció de glucosa.

### Regulació de GLUT4
Recentment, s'ha demostrat que la regulació de GLUT4 està controlada per dos factors proteics coneguts com a MEF2 i GEF. Les mutacions en els gens que codifiquen per aquestes proteïnes poden tenir un impacte en la producció i la translocació de GLUT4. D'una banda, les mutacions que causen la inactivació del gen MEF2, provoquen una disminució de la sensibilitat a la insulina a les cèl·lules. Això condueix a una resistència a aquesta hormona, que pot derivar-se a una diabetis tipus 2. D'altra banda, les mutacions que augmenten l'activitat de GEF poden tenir un impacte positiu en la capacitat del cos per transportar glucosa dins les cèl·lules, convertint-la en una potencial estratègia terapèutica per a persones amb diabetis.
Un estudi realitzat l'any 2005 va demostrar que la proteïna AMPK pot activar GEF, però no té un efecte directe sobre MEF2. No obstant això, s'ha descobert un compost anomenat AICAR que té la capacitat d'augmentar la quantitat de MEF2 i GEF que ingressen al nucli de la cèl·lula. Aquesta entrada provoca la unió d'aquests factors a la regió promotora del gen que controla la producció de GLUT4, induint un augment en la seva síntesi.
Aquesta eficient absorció de glucosa esdevé especialment important en l'exercici, quan els músculs requereixen un subministrament constant d'energia per a contraure's i desenvolupar la seva activitat.
Regulació aguda de GLUT4 durant l'exercici
Durant l'exercici agut, hi ha un augment temporal del moviment de GLUT4 a la superfície cel·lular facilitant l'entrada ràpida de glucosa. A més, s'ha observat que tant l'estimulació elèctrica del múscul com el tractament amb AICAR provoquen un augment de l'activitat de l'AMPK. L'activació d'AMPK facilita la translocació de GLUT4 a la membrana cel·lular, augmentant la capacitat de les cèl·lules musculars per captar glucosa (i utilitzar-la com a font o reserva d'energia). A més, l'activació de l'AMPK també provoca l'activació de l'hexocinasa II, que catalitza la primera reacció en la via glicolítica (afegeix un grup fosfat a la glucosa, convertint-la en glucosa-6-fosfat).
Efectes a llarg termini de l'entrenament de resistència
A diferència de la translocació temporal de GLUT4 que ocorre durant l'activitat física aguda, l'entrenament de resistència augmenta la quantitat total de proteïna GLUT4 expressada al múscul. Això significa que hi ha més transportadors disponibles de manera permanent per a captar glucosa de la sang, fins i tot en repòs. Tanmateix, l'entrenament de resistència no només activa l'enzim hexocinasa II, sinó que també n'augmenta la transcripció, resultant en un augment de la quantitat total d'aquesta proteïna present al múscul.

### AMPK i hipoglucèmia
Diveses investigacions suggereixen que la pèrdua de la subunitat AMPKα2 en les cèl·lules β pancreàtiques i en les neurones hipotalàmiques redueix la sensibilitat d'aquestes als canvis en la concentració extracel·lular de glucosa. Addicionalment, s'ha vist que l'exposició repetida a episodis d'hipoglucèmia/glucopènia induïda per insulina en rates pot disminuir l'activació de l'AMPK a l'hipotàlem. Aquesta disminució s'associa amb la supressió de la resposta natural del cos enfront a la hipoglucèmia.
Finalment, s'ha demostrat que l'activació farmacològica de l'AMPK mitjançant AICAR a l'hipotàlem pot augmentar la resposta contra reguladora del cos a la hipoglucèmia. Això suggereix que l'activació de l'AMPK podria ser una estratègia terapèutica per al tractament de la hipoglucèmia severa. Una comprensió més profunda del paper de l'AMPK en la hipoglucèmia podria ajudar a desenvolupar millors estratègies per controlar els nivells de sucre en sang en pacients diabètics, especialment els propensos a la hipoglucèmia.

## El paper de l'AMPK en el metabolisme lipídic
El teixit adipós actua com a reserva d'energia en forma de triglicèrids. L'AMPK regula l'accés a aquesta energia per a les cèl·lules, afavorint el metabolisme oxidatiu com a font d'energia preferent en determinades situacions, com en l'exercici. Això ho aconsegueix activant enzims com la Hexocinasa II i inhibint la lipogènesi a través de la fosforilació de l'ACC. D’aquesta manera, permet que, en situacions de dèficit energètic, s'augmenti el transport d'àcids grassos a la matriu mitocondrial per a la seva posterior degradació i obtenció d'energia. Addicionalment, s'ha vist que l'AMPK pot reduir la síntesi de colesterol mitjançant la inactivació de la HMGCoA-R. 
Potencial terapèutic de l'activació d'AMPK en la malaltia hepàtica
Els trastorns del metabolisme lipídic juguen un paper crucial en l'aparició i empitjorament de diverses malalties hepàtiques, com la malaltia del fetge gras no alcohòlic (NAFLD) i la malaltia del fetge gras alcohòlic (AFLD). En aquest context, la via de senyalització de l'AMPK s'ha posicionat com una diana terapèutica prometedora per combatre aquestes patologies i oferir protecció al fetge.
Una àmplia investigació preclínica ha pogut demostrar el paper protector de la senyalització AMPK en la prevenció i la minimització del dany hepàtic induït per l'acumulació de lípids. Els estudis en models de ratolins de NAFLD i AFLD han revelat que:
- L'activació de l'AMPK alleuja la malaltia del fetge gras (FLD): Models de FLD induïda per alcohol, resistència a la insulina/FLD induïda per diabetis tipus 2 i FLD induïda per obesitat en ratolins responen positivament a l'activació de l'AMPK. Això es tradueix en una reducció de l'acumulació de lípids, la inflamació i el dany hepàtic.
- Els activadors naturals de l'AMPK presenten efectes terapèutics: S'ha demostrat que diversos compostos naturals amb propietats activadores de l'AMPK, com la Berberina i el Resveratrol, regulen el metabolisme dels lípids, la inflamació i l'estrès oxidatiu en els hepatòcits. Això condueix a una millora de la funció hepàtica i una progressió reduïda de la FLD.

Aquests resultats suggereixen que l'activació de l'AMPK podria ser una estratègia terapèutica efectiva per a les malalties hepàtiques en humans. S'està duent a terme una investigació exhaustiva per avaluar la seguretat i l'eficàcia de diversos activadors nous d'AMPK en assaigs clínics. A més, s'està explorant la personalització de les teràpies mitjançant la definició de l'estratificació del pacient en funció de les alteracions específiques en la via de senyalització AMPK. Aquest enfocament personalitzat podria conduir a teràpies més dirigides i efectives per a les malalties hepàtiques individuals.

## AMPK: Modulador mitocondrial contra les malalties neuromusculars
Les distròfies musculars de Duchenne (DMD), la miotònica de tipus 1 (DM1) i l'atròfia muscular espinal (SMA) són malalties neuromusculars (MNM) que afecten de manera significativa la funció muscular. Tot i que presenten símptomes i mecanismes subjacents diferents, comparteixen un tret comú: l'estrès mitocondrial. L'activació de l'AMPK, una proteïna clau en la regulació del metabolisme energètic cel·lular, ha demostrat ser una estratègia terapèutica prometedora en models preclínics de DMD, DM1 i SMA. Això es deu a diversos factors, com ara l'augment de la biogènesi mitocondrial, la millora de la funció mitocondrial i la reducció de l'estrès oxidatiu.
L'estimulació de l'AMPK mitjançant fàrmacs o canvis en l'estil de vida podria ser una estratègia terapèutica eficient pel tractament d'aquestes malalties debilitants. Tot i això, es necessiten més investigacions per a determinar l'eficàcia i la seguretat d'aquestes intervencions en humans.

## Dany lisosomal i metformina
AMPK i mTOR activen vies oposades i, conjuntament, controlen l'autofàgia, l'obesitat, la diabetis, el càncer, la immunitat, inflamació, la defensa contra patògens intracel·lulars i les malalties neurodegeneratives. L'autofàgia duu a terme la funció de control de qualitat citoplasmàtica mitjançant l'eliminació selectiva d'orgànuls disfuncionals com ara mitocondris, ER, peroxisomes, agregats de proteïnes i lisosomes danyats.
Com s'ha mencionat prèviament, l’AMPK es pot activar per diferents estressos metabòlics mitjançant la unió de AMP (la denominada via canònica).Tanmateix, ens podem trobar davant de dues altres vies no canòniques que poden conduir a la seva activació sense haver-hi un estat de baixa energia. Aquestes són independents i es poden superposar:
1. Es troba relacionada amb la detecció d’esgotament de la glucosa abans que es canviï l’estat d’energia de la cèl·lula. En absència de fructosa-1,6-bifosfat, tenen lloc una sèrie d’interaccions que activen LKB1, cinasa que acaba fosforilant i activant AMPK.
2. Relacionada amb el dany lisosomal. Quan es produeix un dany en la membrana del lisosoma, les galectines, que són una família de proteïnes citosòliques amb dominis de reconeixement a carbohidrats, detecten aquest error. Sobretot hi té un paper important la Gal9.
Quan el sensor Gal9 detecta l’exposició de glicans exofacials (que en situacions normals no haurien d’estar en contacte amb el citosol), inicia el procés d’inactivació de mTOR i d’activació de AMPK. Al final, l’objectiu serà desencadenar l’autofàgia d’aquells lisosomes. Aquest procés es basa en diferents events intracel·lulars en els quals hi intervé USP9X: es tracta d’un enzim deubiqütinitzador que actua sobre TAK1 (proteïna cinasa involucrada en la regulació de AMPK). Si es disminueix la degradació de TAK1 doncs, AMPK serà fosforilada i activada. Aquesta activació és sensible a la duració i extensió del dany lisosomal. Després d’un temps prolongat de dany sever, l’activació de AMPK disminueix i es desencadenen processos com l’autofàgia.
Aquest dany lisosomal pot ocórrer bioquímicament mitjançant agregats de proteïnes com la tau proteopàtica en la malaltia d'Alzheimer, sílice cristal·lina que causa silicosi, cristalls de colesterol que causen inflamació a través de l'inflamsoma NLRP3 i ruptura de lesions ateroscleròtiques, cristalls d'urat associades a gota, o durant la invasió microbiana com Mycobacterium tuberculosis o coronavirus que causen SARS. S'ha suggerit que fàrmacs com la metformina podrien ser útils pel tractament de diverses malalties com les mencionades, ja que activen AMPK i, per tant; podrien modular la via de senyalització i resposta davant de danys lisosomals.

## Supressió i promoció tumorals
L'evidència actual suggereix que AMPK, segons el context, pot actuar tant com a supressor de tumors com a promotor. Mentre que en alguns estudis de ratolins la pèrdua d'AMPK empitjorava la malaltia abans que sorgissin els tumors, en altres estudis aquesta pèrdua d'AMPK un cop ha sorgit el càncer millorava el pronòstic.
En un estudi es va demostrar que l'activitat d'AMPK s'enriquia als tumors metastàtics en comparació dels tumors primaris. Per una banda, l'activació d'AMPK protegia les cèl·lules canceroses de la mort cel·lular induïda per estrès metabòlic o oxidatiu mitjançant la reconnexió del metabolisme cel·lular cap al cicle de Krebs per facilitar la metàstasi, ja que el canvi metabòlic de la glucòlisi al cicle de Krebs amplia la gamma de nutrients que les cèl·lules canceroses poden usar per disseminar. A més, AMPK va mantenir de manera crítica l'activitat del complex piruvat deshidrogenasa (PDH), el qual és l'enzim limitant de la velocitat del cicle de Krebs, afavorint així el metabolisme del piruvat cap al cicle de Krebs en lloc de convertir-lo en lactat. Concretament, AMPK es col·localitza amb la subunitat catalítica de PDH (PDHA) a la matriu mitocondrial i l'activa fosforilant Ser295 i Ser314. D'altra banda, l'esgotament d'AMPK feia que les cèl·lules canceroses fossin més sensibles a l'estrès oxidatiu i metabòlic, fet que provocava el deteriorament de la metàstasi. Aquestes cèl·lules, com que presentaven deficiència d'AMPK, no activaven PDH i, per tant, sota estrès metabòlic no utilitzaven el cicle de Krebs, fet que conduïa a la mort cel·lular.
Tot i això, encara no hi ha cap evidència directa que la inhibició d'AMPK sigui un tractament eficaç contra el càncer en humans.